# Pseudophytoecia africana
Pseudophytoecia africana là một loài bọ cánh cứng trong họ Cerambycidae.